# Cromosoma (singolo)
Cromosoma è un singolo del gruppo italiano Sugarfree, secondo estratto del loro album d'esordio Clepto-manie del 2005.

## Tracce
1. Cromosoma (album version)
2. Cromosoma (instrumental version)

## Classifiche
| Classifica (2005) | Posizione massima |
| ----------------- | ----------------- |
| Italia            | 23                |